# Thomas Remark
Thomas Remark (* 5. Oktober 1959 in Völklingen) ist ein ehemaliger deutscher Fußballspieler, der in der Bundesliga für die Vereine Hertha BSC und SV Waldhof Mannheim insgesamt 121 Ligaspiele mit 31 Toren absolviert hat.

## Laufbahn
Der Sohn des ehemaligen Oberliga- und Bundesligaspielers des 1. FC Saarbrücken, Horst Remark, wuchs fußballerisch in den Jugendabteilungen vom FV 09 Schwalbach und SV 08 Ludweiler auf, ehe ihn seine herausragenden Qualitäten in der Offensive beim SV Röchling Völklingen in der Saison 1977/78 zu einer Nominierung in die Jugendnationalmannschaft des DFB führten. Beim UEFA-Juniorenturnier im Mai 1978 kam der Stürmer in den zwei Gruppenspielen gegen Schottland (0:1) und Portugal (0:1) neben Mitspielern wie Uwe Greiner (Torhüter), Bernd Schuster, Thomas Allofs, Thomas Kroth und Ralf Dusend zum Einsatz. Zur Saison 1978/79 wurde der Nachwuchsspieler vom Bundesligisten Hertha BSC verpflichtet. Zur Elf von Trainer Kuno Klötzer kamen auch noch die weiteren Neuzugänge Henrik Agerbeck, Rainer Blechschmidt und Jürgen Milewski. In der Bundesliga debütierte der antrittsschnelle und technisch gute Flügelstürmer am 18. November 1978 beim 1:1-Heimremis gegen den VfL Bochum. Er wurde dabei in der 65. Minute für Karl-Heinz Granitza eingewechselt. Insgesamt kam Remark in seiner ersten Bundesligasaison auf elf Einsätze. Im DFB-Pokal 1979 zeichnete er sich gegen Wormatia Worms und Bayer 05 Uerdingen als Torschütze aus. Im Finale am 23. Juni 1979 in Hannover gegen Fortuna Düsseldorf wurde er bei der 0:1-Niederlage nach Verlängerung in der 91. Minute in das Team um Norbert Nigbur, Michael Sziedat, Uwe Kliemann, Hans Weiner, Wolfgang Sidka, Dieter Nüssing, Erich Beer und Jürgen Milewski eingewechselt. Weiter sammelte er im UEFA-Pokal Erfahrungen in den Spielen am 6. Dezember 1978 gegen Esbjerg fB (4:0) und am 7. März 1979 gegen FK Dukla Prag (1:1).
In seiner zweiten Bundesligasaison 1979/80 erzielte er in 26 Ligaspielen vier Tore; Hertha stieg aber als 16. in die 2. Bundesliga ab. Es folgten von 1980 bis 1982 zwei Runden in der 2. Bundesliga, wo er mit 50 Toren in 78 Spielen wesentlichen Anteil an der Rückkehr von Hertha in die Bundesliga zur Saison 1982/83 hatte. Beim Bundesligarückkehrer erzielte der Angreifer in 34 Ligaspielen neun Tore, er konnte aber den erneuten Abstieg nicht verhindern.
Danach schlossen sich abwechselnd Stationen beim SV Waldhof Mannheim und den Stuttgarter Kickers bis 1985/86 in der Bundesliga beziehungsweise 2. Bundesliga an. Ein besonderes Erfolgserlebnis hatte der torgefährliche Angreifer am 9. Oktober 1985, als er beim 5:3-Heimerfolg des SV Waldhof gegen den VfB Stuttgart die 2:1-Führung des VfB in der zweiten Halbzeit innerhalb 13 Minuten durch drei Treffer in eine 4:2-Führung verwandeln konnte. In dieser Runde erzielte er 14 Tore in 27 Spielen. Zusammen mit den zwei weiteren Angreifern Karl-Heinz Bührer und Fritz Walter war er Mitgarant, dass die Elf von Trainer Klaus Schlappner den achten Rang belegte. Insgesamt hatte er 121 Bundesligaeinsätze mit 31 Toren und 132 Einsätze in der 2. Bundesliga mit 72 Toren. Im Ausland hat er unter anderem für Olympique Lyon (32 Spiele-10 Tore-1986/87), den FC Wettingen (1987/88), den FC Martigny-Sports (1989/90) und den FC Balzers in Liechtenstein gespielt. Im Lauf der Runde 1988/89 kam er von Wettingen kommend, nochmals in der 2. Bundesliga beim SC Freiburg zu 19 Einsätzen mit acht Toren, ehe er die Spielerkarriere bei Martigny-Sports fortsetzte.
Seine Trainerkarriere begann Remark 1991 als Spielertrainer des FC Balzers. Mit Tasmania Neukölln stieg Remark in den 1990er-Jahren in die Oberliga auf. Dort war Remark zwischen 1994 und 1997 tätig. in der Saison 2006/07 war er Trainer bei Röchling Völklingen. Eine erfolgreiche Zeit erlebte der ehemalige Stürmer auch mit dem FV 07 Diefflen in der Saarlandliga, wo er von 2007 bis 2011 Chefcoach war. Im Januar 2012 verpflichtete der Rheinlandligist SG Bad Breisig Thomas Remark als neuen Trainer. Er beendete am 1. September 2013 nach dem 5. Spieltag der Saison 13/14 seine erfolgreiche Arbeit (vierter und sechster Platz) in Bad Breisig.
Ab März 2014 war er Cheftrainer des Frauen-Zweitligisten SC 13 Bad Neuenahr. Seit der Saison 2015/16 trainiert Remark die Kreisliga A-Mannschaft des Grafschafter SV, wo seine Tätigkeit am 30. Juni 2016 endete. Seit dem 19. Oktober 2017 ist er Trainer der 1. Mannschaft des VfL Oberbieber in der A-Klasse Westerwald/Wied.
Anfang 2021 übernahm er die U14 von Tennis Borussia Berlin und wurde im August 2021 zusätzlich Trainer der Frauenmannschaft des Stern 1900.